# Małachowscy herbu Gryf

Herb Gryf

Małachowscy herbu Gryf – polska rodzina szlachecka.
Rodzina Małachowskich herbu Gryf pochodzi z Wielkopolski. U schyłku XIV wieku wzięli swoje nazwisko od Małachowa koło Witkowa w powiecie gnieźnieńskim, w województwie kaliskim. Byli rodziną drobnoszlachecką, bardzo rozrodzoną, stąd poszczególne linie rodziny posługiwały się licznymi przydomkami, z których wybiła się nieco jedynie linia o przydomku Koziełek, siedząca m.in. na Kozłowym Małachowie i  Małachowie Szemborowicach.
Na początku XVIII wieku dwie gałęzie tej rodziny, w Prusach i na Rusi Czerwonej, uzyskały znaczącą pozycję materialną i społeczną.
Pierwszą z nich była gałąź pochodząca od braci Hiacynta i Pawła Józefa, którzy rozpoczęli służbę w wojsku saskim, a następnie pruskim i zapoczątkowali gałąź pruską Gryfitów Małachowskich, używającą nazwisko w brzmieniu: von Malachowski, Malachow von Malachowski lub von Malachowski und Griffa. Wydała ona w ciągu blisko trzech stuleci wielu wyższych oficerów, w tym czterech generałów, którzy odegrali znaczącą rolę w armii pruskiej, a następnie niemieckiej.
Gałąź, która osiadła na Rusi Czerwonej, zapoczątkowali: Łukasz, pułkownik wojsk koronnych i jego syn Józef Kajetan, również pułkownik wojsk koronnych oraz generał adiutant królewski i starosta radenicki. Osiągnęła ona znaczącą pozycję materialną i społeczną. Weszła w stosunki rodzinne z takimi znaczącymi rodzinami jak: Poniatowscy herbu Ciołek, Bratkowscy herbu Świnka, Mierzejewscy herbu  Szeliga, Koziebrodzcy herbu Jastrzębiec, Światopełk Zawadzcy herbu Lis, Mrozowiccy herbu Prus III i Marchoccy herbu Ostoja.
Niektórzy przedstawiciele tej gałęzi używali przydomek Jaxa. Legitymowali się ze szlachectwa w Galicji, w 1782 r. w sądzie grodzkim trembowelskim oraz w Wydziale Stanów w 1832 r., jako Małachowscy z Kozłowego Małachowa h. Gryf. Do rewolucji bolszewickiej posiadali, poza Galicją, również znaczące dobra w guberni chersońskiej.
Z gałęzi, mniej znanej, która w XVIII w. dziedziczyła dobra na Litwie, pochodził generał Kazimierz Małachowski, wódz naczelny Powstania Listopadowego.

## Przedstawiciele rodu
- Aleksander Małachowski (1924-2004) – pisarz, publicysta, honorowy przewodniczący Unii Pracy, wicemarszałek Sejmu,  prezes Polskiego Czerwonego Krzyża
- Bohdan Hipolit Małachowski (1902-1964) – działacz turystyczny i narciarski, taternik
- Józef Kajetan Małachowski (1747-1807) – pułkownik wojsk koronnych, generał adiutant królewski, starosta radenicki
- Kazimierz Małachowski (1765-1845) – generał WP, wódz Powstania Listopadowego
- Ryszard de Jaxa Małachowski (1887-1972) – architekt, jeden z głównych architektów Peru
- Sambor Małachowski (ok. 1385-1435) – kasztelan zbąszyński, łowczy kaliski
- Soter Jaxa-Małachowski (1867-1952)  – artysta malarz, marynista